# 프랑수아 보타
프랑수아 보타(프랑스어: François Botha, 1968년 9월 28일)는 남아프리카공화국 출신의 권투, 킥복싱, 종합격투기 선수다.

## 생애

### 이름
프랑수아 보타는 1968년 9월 28일 국적인 남아프리카공화국에서 태어났다. 별명은 화이트 버팔로(White Buffalo)다. 그의 소속팀은 버팔로즈 또는 스티브스짐에 소속해 있다.

### 정보
그는 단 2번의 이변의 승리를 거둔 적이 있다. 5연패 후 2004년 9월 25일 월드GP 개막전에서 하이퍼 베틀사이보그 제롬 르 밴너를 3R TKO로 승리하고, 2004년 12월 4일 8강전에서 K-1의 전설로 불리는 피터 아츠를 1R에 KO로 꺾은 이변을 일으켰지만 4강전에서 무사시에게 패하고 또 3연패를 하였다. 그리고 최근 2008년에는 아프리카 무대인 아프리카 봄바야에서 브라질 파이터 에스디토 다 실바와 붙어 2R TKO승을 거두었고 한국 무대인 더 칸에서는 타이 파이터 카오클라이 카엔노르싱과 붙어 판정승으로 총 2연승을 거둔 바가 있다.

### 종합 격투 전적
- 1전 0승 1패 (0 KO)

| 경기 일자        | 상대   | 결과 | 내용             | 대회                  |
| ---------------- | ------ | ---- | ---------------- | --------------------- |
| 2004년 12월 31일 | 추성훈 | 패   | 1R 1분 54초 암바 | K-1 다이너마이트 2004 |

## 킥복싱 전적
- 15전 4승 11패(3 KO)

| 경기 일자        | 상대                  | 결과 | 내용           | 대회                                  |
| ---------------- | --------------------- | ---- | -------------- | ------------------------------------- |
| 2008년 9월 27일  | 그레고리 토니         | 패   | 3R 판정        | WFC 6, Sofia, Bulgaria                |
| 2008년 3월 30일  | 카오클라이 카엔노르싱 | 승   | 3R 판정        | The khan 1                            |
| 2006년 10월 14일 | 에스디토 다 실바      | 승   | 2R TKO         | Africa Bomba-Yaa                      |
| 2006년 5월 20일  | 유르겐 크루트         | 패   | 3R 판정        | K-1 스칸디나비아 GP 2006 in Stockholm |
| 2006년 3월 4일   | 레이 세포             | 패   | 3R 판정        | K-1 월드 GP 2006 in Auckland          |
| 2005년 9월 23일  | 모리 아키오           | 패   | 3R 판정        | K-1 월드 GP 2005 final 16             |
| 2005년 8월 13일  | 시알라모 실리가       | 패   | 1R 1분 20초 KO | K-1 월드 GP 2005 in las vegas 2       |
| 2004년 12월 4일  | 레미 본야스키         | 패   | 3R 판정        | K-1 월드 GP 2004 final                |
| 2004년 12월 4일  | 피터 아츠             | 승   | 1R 1분 13초 KO | K-1 월드 GP 2004 final                |
| 2004년 9월 25일  | 제롬 르 밴너          | 승   | 3R TKO         | K-1 월드 GP 2004 final 16             |
| 2004년 6월 6일   | 레미 본야스키         | 패   | 3R 판정        | K-1 월드 GP 2004 in nagoya            |
| 2004년 3월 27일  | 아지즈 카투           | 패   | 3R 판정        | K-1 월드 GP 2004 in Saitama           |
| 2003년 12월 31일 | 후지모토 유스케       | 패   | 3R 판정        | K-1 다이너마이트 2003                 |
| 2003년 12월 6일  | 시릴 아비디           | 패   | 3R 판정        | K-1 월드 GP 2003 final                |
| 2003년 10월 11일 | 시릴 아비디           | 패   | 1R 19초 반칙   | K-1 월드 GP 2003 final 16             |

### 타이틀
그의 챔피언 타이틀은 제11대 IBF 세계 헤비급 챔피언으로 단 1개의 챔피언 타이틀을 보유했다.